# داجمار نيك

داقمار نيك Dagmar Nick (ولدت في 30 مايو 1926 في بريسلاو في شليزيا السفلى) هي شاعرة وأديبة ألمانية، تعتبر من أهم الشاعرات في الشعر الألماني في فترة ما بعد الحرب.

## حياتها
هي الابنة الثانية للملحن إدموند نيك ومغنية الكونسيرت كيته نيك يانيكه Kaete Nick-Jaenicke. تزوجت من المترجم والدراماتورج روبرت شنور وكذلك من الدكتور بيتر ديفيدسن والدكتور كورت براون. وتعتبر بجوار روزا أوسليندر وإنجيبورغ باخمان وهيلده دومين من أهم الشاعرات في الأدب الألماني بعد الحرب العالمية الثانية.

## حصلت على عدة جوائز منها
- جائزة ليلينكرون من مدينة هامبورغ 1948
- جائزة أيشندورف الأدبية 1966
- ميدالية روزفيتا فون جاندرسهايم 1977
- جائزة توكان من مدينة ميونخ 1981
- جائزة أندرياس جريفيوس 1993
- جائزة ياكوب فاسرمان من مدينة فورت 2002
- جائزة إرنست هوفيريشتر 2006
- وسام الاستحقاق البافاري 2006

## من أعمالها
- صقلية
- ميديا ، حوار فردي
- الهروب (ثلاث تمثيليات إذاعية)
- رودوس تتذكر 2007
- في سكون الساعات
- أيام معدودة
- قصة حب

## روابط خارجية
- داجمار نيك على موقع مونزينجر (الألمانية)